# Cryptoki

## Definición
Es la abreviatura en inglés de "Cryptographic Token Interface", que significa Interfaz de dispositivo criptográfico.
Se define en PKCS#11.